# Kościół św. Katarzyny w Rzeczycy
Kościół Świętej Katarzyny – rzymskokatolicki kościół parafialny należący do dekanatu Nowe Miasto nad Pilicą diecezji łowickiej.
Obecna jednonawowa murowana świątynia została wybudowana w latach 1889-1890 dzięki staraniom księdza Mieczysława Skarżyńskiego według projektu architekta Szrettera. Pracami budowlanymi kierował majster murarski Bernard Kolbuszewski z Tomaszowa Mazowieckiego, a jego zastępcą był Ignacy Siwiński, parafianin z Rzeczycy. Jest to budowla wzniesiona w stylu neoklasycystycznym na planie krzyża z fasadą ozdobioną dwiema wieżami. Świątynia została konsekrowana w dniu 11 czerwca 1891 roku przez arcybiskupa Wincentego Teofila Popiela, metropolitę warszawskiego.